# Escarlatina
L'escarlatina és una malaltia infecciosa de tipus bacterià —que afecta sobretot els infants— produïda per l'estreptococ (beta-hemolític) del grup A. Aquest bacteri també pot produir quadres de faringoamigdalitis (angines), impetigen, i altres. Es distingeix per l'aparició d'una erupció cutània (de color roig o escarlata), sovint apareguda després que hagi remés la infecció faríngia. És rogenca, puntejada, estenent-se després per tot el cos. A voltes es palpa més que no pas es veu.
Els nens afectats amb aquest quadre presenten una cara rosada, però pàl·lida, als voltants de la boca. Un cop ha desaparegut aquesta erupció, és característica la presència de descatació tant a la cara com a les mans (palmell i dits).
S'acompanya de febre i afectació de l'estat general, i pot presentar dolor abdominal i vòmits. Les infeccions greus s'acompanyen de febre alta, nàusees i vòmits.
L'edat de major freqüència d'aparició és l'escolar i en adolescents, sobretot en èpoques de primavera i hivern. La forma de contagi és la de contacte persona a persona, a través de les secrecions respiratòries.
L'escarlatina pot arribar a repetir-se 3 cops a la vida, ja que són 3 les toxines de l'estreptococ que poden produir-la: toxines A, B i C.
La prova o reacció de Dick per mitjà de la injecció d'un filtrat diluït d'estreptococ hemolític d'escarlatina (0,1 ml) per avaluar la receptivitat del pacient a la malaltia infecciosa.

## Incidència
La incidència a Catalunya ha baixat molt en les darreres dècades, i s'ha situat al voltant dels 30 casos per cada 100.000 habitants i any. Malgrat això, es tracta d'una malaltia de declaració obligatòria (numèrica).

## Diagnòstic
El diagnòstic es basa en l'anamnesi, les dades clíniques (edat, contactes, història clínica i examen físic) i en estudis de laboratori, com els exsudats orofaringis amb cultiu i les proves de detecció ràpida de l'estreptococ a la gola.
Les proves de detecció ràpida són efectives, però sempre requereixen el cultiu d'exsudats orofaringis par tal de confirmar el diagnòstic. Els resultats dels cultius triguen unes 48 hores.

## Tractament
El tractament d'elecció és la penicil·lina per via oral durant 10 dies. Hi ha també altres antibiòtics molt efectius, però que es miren de reservar per a casos especials per evitar l'aparició de resistències.
És important respectar i complir amb la medicació antibiòtica indicada, ja que així s'eviten complicacions futures molt més greus, com per exemple la febre reumàtica (afectació cardíaca, de la pell, neurològica, etc.) o la glomerulonefritis post-estreptocòccica (afectació renal) produïdes per l'estreptococ.
L'escarlatina i les faringoamigdalitis milloren en poc temps amb tractament antibiòtic (1 a 2 dies), però la millora no és sinònim de curació i no s'ha de suspendre el tractament.
És habitual trobar nens amb complicacions per incompliment del tractament antibiòtic. Els nens al·lèrgics a la penicil·lina han de rebre eritromicina o altres macròlids com la claritromicina.